# オリヴァー・グラスナー
オリヴァー・グラスナー（Oliver Glasner、1974年8月28日 - ）は、オーストリア・ザルツブルク出身の元プロサッカー選手、同指導者。現役時代のポジションはディフェンダー。

## 選手経歴

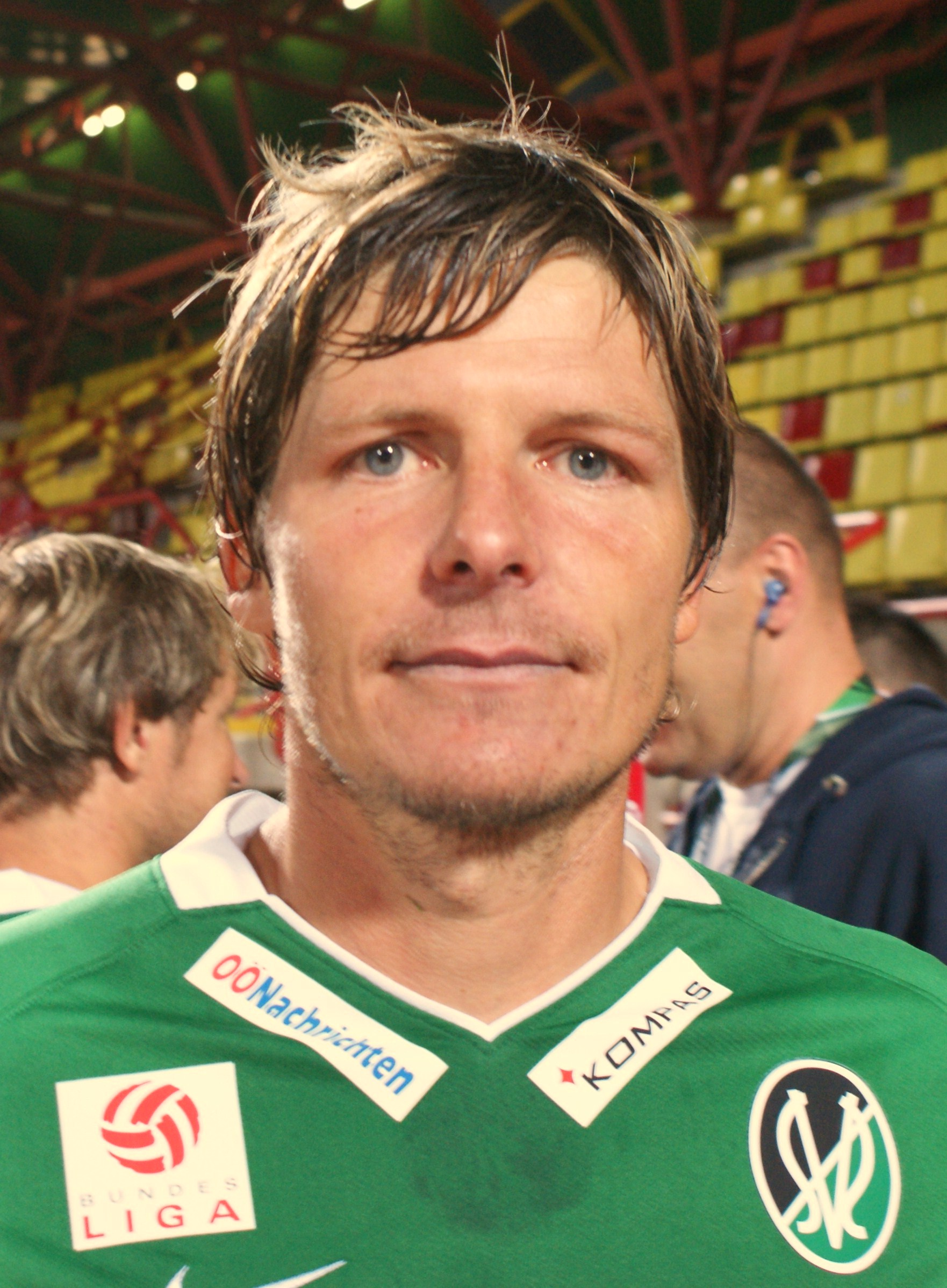
SVリート選手時代（2009年）

現役時代はLASKリンツへの1年のローン期間を除いては、全て母国のSVリートで活躍。最終的にはキャプテンとなり、2011年にはクラブ史上2度目のオーストリア・カップ制覇に貢献。この年を限りに現役を引退した。引退の際には長きに渡るクラブでの活躍を認められ、クラブの終身名誉キャプテンに就任した。

## 指導者経歴

### オーストリア時代
現役時代にサッカー選手の活動と並行してハーゲン通信大学に通い経営学の修士号を取得していたため、引退直後にレッドブル・ザルツブルクの経営部門に就職したが、クラブのスポーツダイレクターであったラルフ・ラングニックにかけられた言葉をきっかけに指導者への転身を決意。ロガー・シュミット監督の下でコーチを務めることになった。
2014年に古巣リートの監督に就任。監督初年度にリーグ6位とまずまずの結果を残すと、2015年にはさらに古巣リンツのオファーを受けて監督に就任。当時2部リーグに沈んでいた古豪を2年で昇格させると、3年目には1部リーグ4位と躍進。翌年にはこれを上回ってリーグ2位という成績を残し、クラブ史上初となるUEFAチャンピオンズリーグ予選の出場権を獲得した。

### ヴォルフスブルク
2019年4月23日、VfLヴォルフスブルクの監督に就任することが発表。2020-21シーズンにはリーグ4位の好成績を収め、UEFAチャンピオンズリーグの出場権を獲得した。しかし同期をもって退任。

### フランクフルト
2021年5月27日、アイントラハト・フランクフルトの監督に就任。UEFAヨーロッパリーグではベティス、FCバルセロナ、ウエストハムなどを退け決勝に進出、決勝でもレンジャーズFCを破り42年ぶりの優勝に導いた。
2023年6月、フロントとの相違があり、2022-23シーズンをもってフランクフルト監督を退任した。

### クリスタル・パレス
2024年2月20日、プレミアリーグに所属していたクリスタル・パレスFCの後任監督に途中就任した。
翌2024-25シーズンのFAカップでは決勝まで勝ち進み、強豪のマンチェスター・シティを下してクラブ史上初制覇を成し遂げた。

## エピソード
- 試合中の競り合いで頭を強打し、硬膜下出血を起こして緊急手術を余儀なくされたことが現役引退に繋がった。出血に気づいたのは試合翌週のヘディング練習時だったとのことで、本人は「死んでもおかしくなかった。(ヘディング練習で異常に気づけたことで)サッカーが命を救ってくれた」と述べている[1]。
- 愛弟子の一人である鎌田大地とは、フランクフルトとクリスタル・パレスでビッグタイトルを獲得。

## 監督成績
2023年6月30日現在
| クラブ           | 国               | 就任          | 退任          | 記録 | 記録 | 記録 | 記録 | 記録 | 記録 | 記録 | 記録   |
| クラブ           | 国               | 就任          | 退任          | 試   | 勝   | 分   | 敗   | 得   | 失   | 差   | 勝率   |
| ---------------- | ---------------- | ------------- | ------------- | ---- | ---- | ---- | ---- | ---- | ---- | ---- | ------ |
| リート           | オーストリアの旗 | 2014年5月12日 | 2015年5月25日 | 37   | 13   | 7    | 17   | 52   | 54   | −2   | 035.14 |
| LASK             | オーストリアの旗 | 2015年7月1日  | 2019年7月1日  | 161  | 94   | 32   | 35   | 308  | 173  | +135 | 058.39 |
| ヴォルフスブルク | ドイツの旗       | 2019年7月1日  | 2021年6月30日 | 87   | 41   | 22   | 24   | 146  | 110  | +36  | 047.13 |
| フランクフルト   | ドイツの旗       | 2021年7月1日  | 2023年6月30日 | 97   | 38   | 30   | 29   | 146  | 137  | +9   | 039.18 |
| 合計             | 合計             | 合計          | 合計          | 382  | 186  | 91   | 105  | 652  | 474  | +178 | 048.69 |

## タイトル

### 選手時代
SVリート
- オーストリア・ブンデスリーガ2部 :（2004-05）
- オーストリア・カップ ：2回（1997-98、2010-11）

### 指導者時代
LASKリンツ
- オーストリア・ブンデスリーガ2部 :（2016-17）

アイントラハト・フランクフルト
- UEFAヨーロッパリーグ :（2021-22）

クリスタル・パレスFC
- FAカップ :（2024-2025）
- FAコミュニティ・シールド：1回（2025）